# جانثو
جانثو (بالإنجليزية: Jantho)‏ هي district of Indonesia تقع في إندونيسيا في منطقة وصاية آتشيه بيسار.